# Steve Claridge
Stephen Edward "Steve" Claridge (født 10. april 1966) er en engelsk fodboldspiller, der har spillet for en række klubber.